# 디자이너가 말하는 디자이너
《디자이너가 말하는 디자이너》는 부키에서 출판한 디자인 실무 안내서이다. 디자인 전문가(총 19명)들이 자신들이 일하고 있는 분야에 대해 설명한 내용을 담았다.

## 기획의도
《디자이너가 말하는 디자이너》는 디자이너들이 학교에서 디자인을 공부하고, 현장에서 노동하는 이야기를 담은 책이다. 전문직 종사자들의 이야기를 들음으로써 진로를 정확하게 설계하도록 돕기 위해 기획되었다.

## 저자
- 최광우(ENSUVAN 근무)
- 여수진((주)쌈지 딸기 브랜드 디자이너)
- 손혜원(크로스포인트 대표)
- 박세진(웰콤 Publics Worldwide 시니어 아트 디렉터)
- 이승욱(문학동네 북디자이너)
- 손영일(SK커뮤니케이션즈 싸이월드 사업본부 서비스 그룹 디자인 팀장)
- 오준식(이노 디자인 크리에이티브 디렉터)
- 배수열(문구디자인 회사 mmmg/밀리미터밀리그램 대표)
- 정규태(건축디자이너, 디자인 꾸떽 대표, 일요일 일요일밤에 러브하우스 참여 디자이너)
- 김치호(전시기획 디자이너, CHIHO&P 대표)
- 윤정섭(무대디자이너, 한국 예술종합학교 연극원 교수)
- 정주희(의상디자인 회사 호의/好衣 컴퍼니 대표)
- 박남영(제일모직 기획팀 과장)
- 오영수(사치 대표)
- 권영남(보석디자인회사 TONY&TERRY 대표)
- 강승용(프로덕션 디자인회사 History 대표, 영화 실미도등에 참여.)
- 백민희(문화방송 보도국 뉴스편집 1부 보도 그래픽 차장)
- 차영희(이탈리아 아텔리에 멘디니 디자이너)
- 김명연(디자인하우스 월간 《디자인》기자)

### 취재원
- 이효진(이화여자대학교 학보사 기자)
- 전소연(이화여자대학교 학보사 기자)

## 차례
- 1장:새내기 디자이너의 좌충우돌 일기

1부:의상디자인 분야_모진 시다바리 생활을 견디는 이유
2부:팬시제품 디자인 분야_예측불허 딸기 길들이기
- 2장:그래픽 디자이너의 세계

1부:CI/BI분야_손재주를 넘어 머리로 승부하라
2부:광고아트분야_먹고 일하고 먹고 일하고...나는 외계인이다.
3부:북디자인 분야_디자인의 평균을 높여라.
4부:웹디자인 분야_회원과 함께 호흡하며 디자인하라
- 3장:제품 디자이너의 세계

1부:라이프스타일 디자인 분야:내 디자인으로 오래오래 행복하길
2부:문구소품 디자인 분야:아주 작은 차이에 관심과 정성을
- 4장:공간 디자이너의 세계

1부:인테리어 디자인 분야_많이 아파하고 많이 행복해야 디자인이 보인다.
2부:전시기획 디자인분야_보여주는 자의 즐거움, 보는 자의 즐거움
3부:무대디자인 분야_사람을 사랑하고 사람을 이해해야
- 5장:의상디자이너의 세계

1부:프로모션 디자인 분야:거부할 수 없는 멀티플레이의 매력
2부:인하우스 디자인 분야:감성과 이성의 완벽한 균형을 꿈꾸며...
3부:자가 브랜드 디자인 분야_열사람 몫을 해도 내 일이라 기쁘다.
- 6장:더 넓은 디자이너의 세계

1부:주얼리 디자인 분야_보석도 사람도 닦아야 빛이 난다.
2부:프로덕션 디자인 분야_미술과 경영을 겸비해 그림을 현실화하라.
3부:보도 그래픽 디자인 분야_마감 시간에 쫓기도 일에 쫓겨도
4부:해외 진출 디자이너_거장 밑에서 거장이 될 때까지
- 7장:디자이너 정보 업그레이드

1부:디자이너 다시 보기_지금 디자이너가 아닌, 기자로 사는 이유
2부:디자이너에 대한 궁금증 28문 28답_아는 만큼 보인다.
- 부록:전국 디자인 관련 대학교 및 관련학과 일람표

## 참고 자료
- 강수진 (2005년 7월 9일). “디자이너가 말하는 디자이너”. 《동아일보》. 2018년 6월 16일에 확인함.